# 별나라 삼총사
《별나라 삼총사》(별나라 三銃士)는 1979년 대한민국에서 제작된 임정규 감독의 SF, 모험, 가족 애니메이션 영화이다.

## 스탭
- 총지휘: 강한영
- 기획: 이장호
- 각본: 지상학
- 촬영감독: 조민철
- 원화: 정수용
- 동화: 이윤기, 황명진
- 배경: 김영구, 송혜숙
- 선화: 서용희, 임규희, 최미향
- 칼라: 이옥재, 김소영, 이은숙, 구인희
- 화면효과: 한규훈
- 촬영보: 황운배, 이미숙
- 음악: 김기덕
- 편집: 이도원
- 음향효과: 김경일
- 녹음: 영화진흥공사 (현·영화진흥위원회)
- 현상: 한국천연색현상소
- 진행: 유해성
- 제작부장: 이정우
- 감독: 임정규
- 제작·배급: 선우프로덕션 (현·선우앤컴퍼니)
- 주최: 문화방송, 경향신문, 해태제과 (언급되지 않음)

## 주제가 (언급되지 않음)
- 작사: 이백천
- 작곡: 김기덕
- 노래: 김도향, 민경옥

### 삽입곡
- "루루"
  - 노래: 새마음 합창단
- "별나라 삼총사 OST"
  - 작사: 이백천
  - 작곡: 김기덕
  - 노래: 별셋

## 같이 보기
- 우주전함 야마토
- 은하철도 999
- 슈퍼맨
- 제임스 본드